# خایمه سالاسار
خایمه سالاسار (اسپانیایی: Jaime Salazar‎; ۶ فوریهٔ ۱۹۳۱ – ۱۴ مارس ۲۰۱۱) بازیکن فوتبال اهل مکزیک بود.
از باشگاه‌هایی که در آن بازی کرده‌است می‌توان به اشاره کرد.
وی همچنین در تیم ملی فوتبال مکزیک بازی کرده‌است.